# ピエール・ボワトー
ピエール・ルイ・ボワトー（Pierre Louis Boiteau 、1911年12月3日 - 1980年9月1日）はフランスの植物学者である。マダガスカルの伝統医学の薬用植物の研究をおこなった。

## 略歴
コニャックで生まれた。ヴェルサイユの園芸学校で学んだ。1932年に軍役でマダガスカルに渡った。軍務は1933年末で終了したが、1934年にアンツィラベの植物の標本館をはじめ、アンタナナリボの動植物園（Parc botanique et zoologique de Tsimbazaza）で働いた。その間マダガスカルの現地語を習得した。
1936年にマダガスカルのハンセン病医療を組織したCharles Grimes　に協力を求められ、ハンセン病療養所（la léproserie de Manankave）で働いた。現地語の技能は、伝統医療の治療者との交流を可能にし、彼らの用いる薬草の研究をおこなった。メリナ王国の女王ラナヴァルナ3世の親類の植物学者、ラチママンガ（Albert Rakoto Ratsimamanga）と協力し、マダガスカルの植物を使った薬を製造する研究所、 IMRA (Institut malgache de recherches appliquées)を設立した。ボアトーは1947年のマダガスカルの対仏反乱によりマダガスカルを離れ、フランスに戻るが、IMRAは現在も活動を続けている。
トウダイグサ科の植物、Euphorbia boiteaui などに献名されている。
1982年にボワトーの肖像が印刷されたマダガスカルの切手が発行された。

## 著作
- I'histoire de la nation malgache. 1958
- Dictionnaire des noms malgaches de végétaux. 1974—1979
- Précis de matière médicale malgache. 1986
- Plantes médicinales de Madagascar. 1993, Lucile Allorge-Boiteau と共著
- Kalanchoe (Crassulacées) de Madagascar. 1995, Lucile Allorge-Boiteau と共著